# Catasetum naso
Catasetum naso är en orkidéart som beskrevs av John Lindley. Catasetum naso ingår i släktet Catasetum och familjen orkidéer. Inga underarter finns listade i Catalogue of Life.

## Bildgalleri

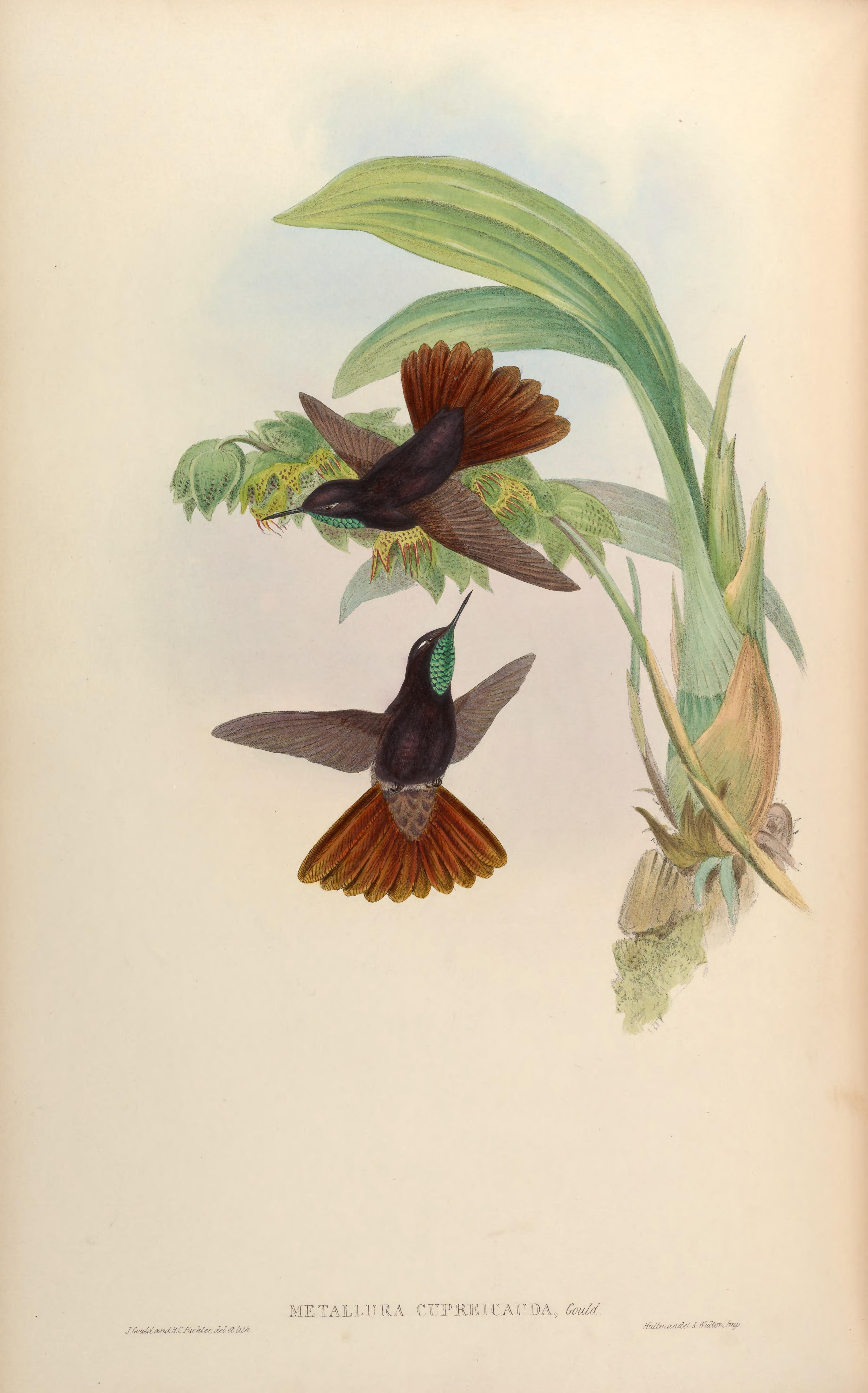